# Walter Groß (Politiker, 1928)
Walter Groß (* 21. Februar 1928 in Stettin; † 21. November 2011 in Bremen) war ein Bremer Politiker (SPD) und Mitglied der Bremischen Bürgerschaft.

## Biografie
Groß war als Hafenarbeiter in Bremen tätig. Er war Mitglied im Betriebsrat und Funktionär in der Gewerkschaft.
Er war Mitglied der SPD im SPD-Ortsverein Gröpelingen.
Von 1967 bis 1971 und von 1975 bis 1987 war er 16 Jahre lang Mitglied der Bremischen Bürgerschaft und in verschiedene Deputationen und Ausschüssen der Bürgerschaft tätig mit den Schwerpunkten in den Deputationen für Häfen, Schifffahrt und Verkehr, für Arbeit und für Sport und Gesundheit.

## Quelle
- Norbert Korfmacher: Mitgliederverzeichnis der Bremischen Bürgerschaft 1946 bis 1996 (= Kommunalpolitik. Band 1). LIT, Münster 1997, ISBN 3-8258-3212-0.
- Todesanzeigen im Weser-Kurier vom 26. November 2011

| Personendaten    | Personendaten             |
| ---------------- | ------------------------- |
| NAME             | Groß, Walter              |
| KURZBESCHREIBUNG | deutscher Politiker (SPD) |
| GEBURTSDATUM     | 21. Februar 1928          |
| GEBURTSORT       | Stettin                   |
| STERBEDATUM      | 21. November 2011         |
| STERBEORT        | Bremen                    |